# MAMA Award para Melhor Grupo Feminino
O Mnet Asian Music Award para Melhor Grupo Feminino (여자 그룹상) é um prêmio apresentado anualmente pela CJ E&M Pictures (Mnet).
Foi concedido pela primeira vez na segunda cerimônia do Mnet Asian Music Awards realizada em 2000, embora dois grupos femininos foram incluídos nos indicados para o Melhor Grupo Masculino em 1999; a banda Fin.K.L venceu o prêmio pela sua canção "Now". É dado em homenagem ao grupo feminino com o melhor desempenho artístico na indústria da música coreana.

## Vencedores e indicados
| Ano[I]     | Vencedor(s)       | Canção              | Indicado(s) |
| ---------- | ----------------- | ------------------- | --- |
| 2000 (2ª)  | Fin.K.L           | "Now"               | - Baby V.O.X. - "Why" - S.E.S. - "Twilight Zone" - 0-24 - "Blind Faith" - Cleo - "Irony" (모순)                  |
| 2001 (3ª)  | S.E.S.            | "Just In Love"      | - Baby V.O.X. - "Game Over" - Fin.K.L - "You Wouldn't Know" - Diva - "Perfect!" - As One - "I'm Fine" (천만에요) |
| 2002 (4ª)  | S.E.S.            | "U"                 | - Baby V.O.X. - "Coincidence" - Fin.K.L - "Forever" - Jewelry - "Again" - Chakra - "Come Back" (돌아와)          |
| 2003 (5ª)  | Jewelry           | "I Really Like You" | - Baby V.O.X. - "What Should I Do" - Chakra - "To You" - Sugar - "Shine" - As One - "Mr.A-Jo"                    |
| 2004 (6ª)  | Sugar             | "Secret"            | - Diva - "Hey Boy" - Baby V.O.X. - "Xcstasy" - Cleo - "In&Out"                                                   |
| 2005 (7ª)  | Jewelry           | "Superstar"         | - Diva - "Smile" (웃어요) - Big Mama - "Women" (여자) - Sugar - "Wise Farewell" - Fin.K.L - "Fin.K.L" (핑클)     |
| 2006 (8ª)  | nenhum            | nenhum              | nenhum |
| 2007 (9ª)  | SeeYa             | "Love Greeting"     | - Brown Eyed Girls - "Oasis" - Big Mama - "Betrayal" - The Grace - "Once More, Ok? - LPG - "Princess Of Sea"     |
| 2008 (10ª) | Wonder Girls      | "Nobody"            | - Brown Eyed Girls - "Love" - Girls' Generation - "Kissing You" - SeeYa - "Hot Girl" - Jewelry - "One More Time" |
| 2009 (11ª) | Brown Eyed Girls  | "Abracadabra"       | - Davichi - "8282" - Girls' Generation - "Gee" - Jewelry - "Vari2ty" - Kara - "Honey"                            |
| 2010 (12ª) | 2NE1              | "Can't Nobody"      | - 4Minute - Girls' Generation - Kara - T-ara                                                                     |
| 2011 (13ª) | Girls' Generation | "The Boys"          | - Brown Eyed Girls - Kara - 2NE1 - f(x)                                                                          |
| 2012 (14ª) | Sistar            | "Alone"             | - 2NE1 - Girls' Generation - Kara - T-ara                                                                        |
| 2013 (15ª) | Girls' Generation | "I Got A Boy"       | - 2ne1 - Sistar - f(x) - 4Minute                                                                                 |
| 2014 (16ª) | Sistar            | "Touch My Body"     | - 2NE1 - Girl's Day - Girls' Generation - A Pink                                                                 |
| 2015 (17ª) | Girls Generation  | "Lion Heart"        | AOA Apink Miss a Wonder Girls Sistar                                                                             |
| 2016 (18ª) | Twice             | "Cheer Up"          | Mamamoo Gfriend Wonder girls Red Velvet                                                                          |
| 2017 (19ª) | Red Velvet        | "Red Flavor"        | Mamamoo Gfriend Blackpink Twice                                                                                  |
| 2018 (20ª) | Twice             | "What is Love"      | Mamamoo Gfriend Blackpink Momoland Red Velvet                                                                    |
| 2019 (21ª) | Twice             | "Fancy"             | Iz*One Mamamoo Gfriend Blackpink Red Velvet                                                                      |
| 2020 (22ª) | Blackpink         | "How You Like That" | Iz*One Mamamoo Oh my Girl Twice Gfriend                                                                          |

Cada ano está ligado ao artigo sobre o Mnet Asian Music Awards realizado naquele ano.

## Prêmios múltiplos para Melhor Grupo Feminino
Até 2014, quatro (4) grupos femininos receberam dois ou mais prêmios.
| Grupo feminino    | Número de prêmios | Primeiro ano premiado | Último ano premiado |
| ----------------- | ----------------- | --------------------- | ------------------- |
| Twice             | 3                 | 2016                  | 2019                |
| Sistar            | 2                 | 2012                  | 2014                |
| Girls' Generation | 2                 | 2011                  | 2013                |
| Jewelry           | 2                 | 2003                  | 2005                |
| S.E.S.            | 2                 | 2000                  | 2001                |

## Galeria

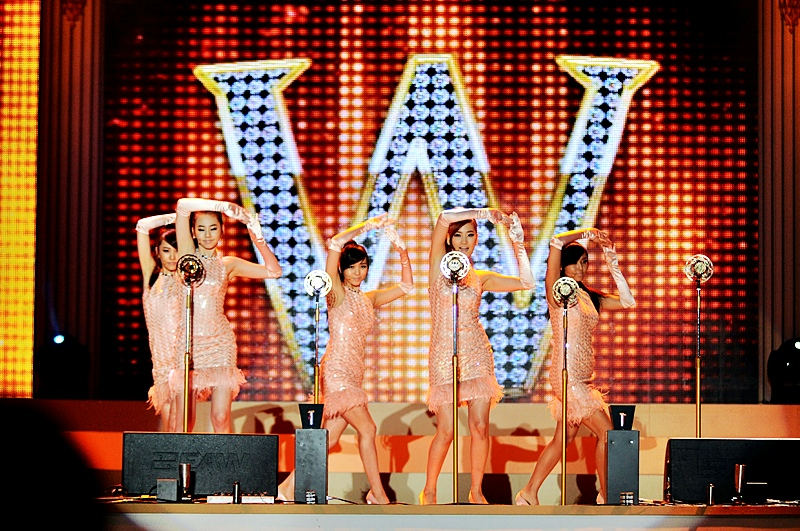
Wonder Girls, (2008)
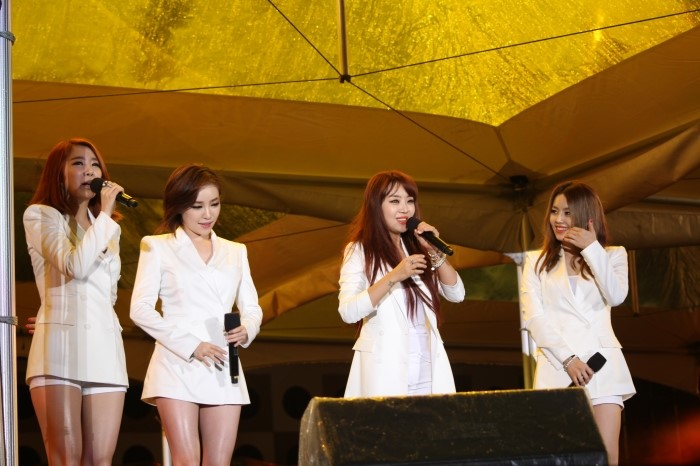
Brown Eyed Girls, (2009)
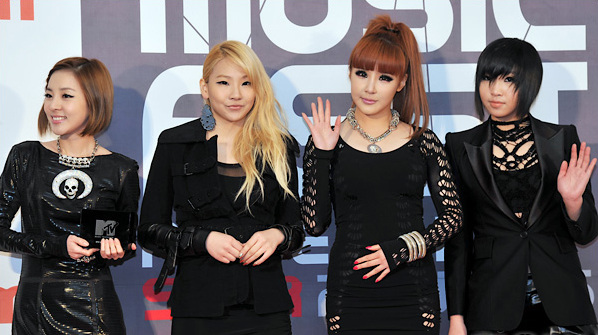
2NE1, (2010)
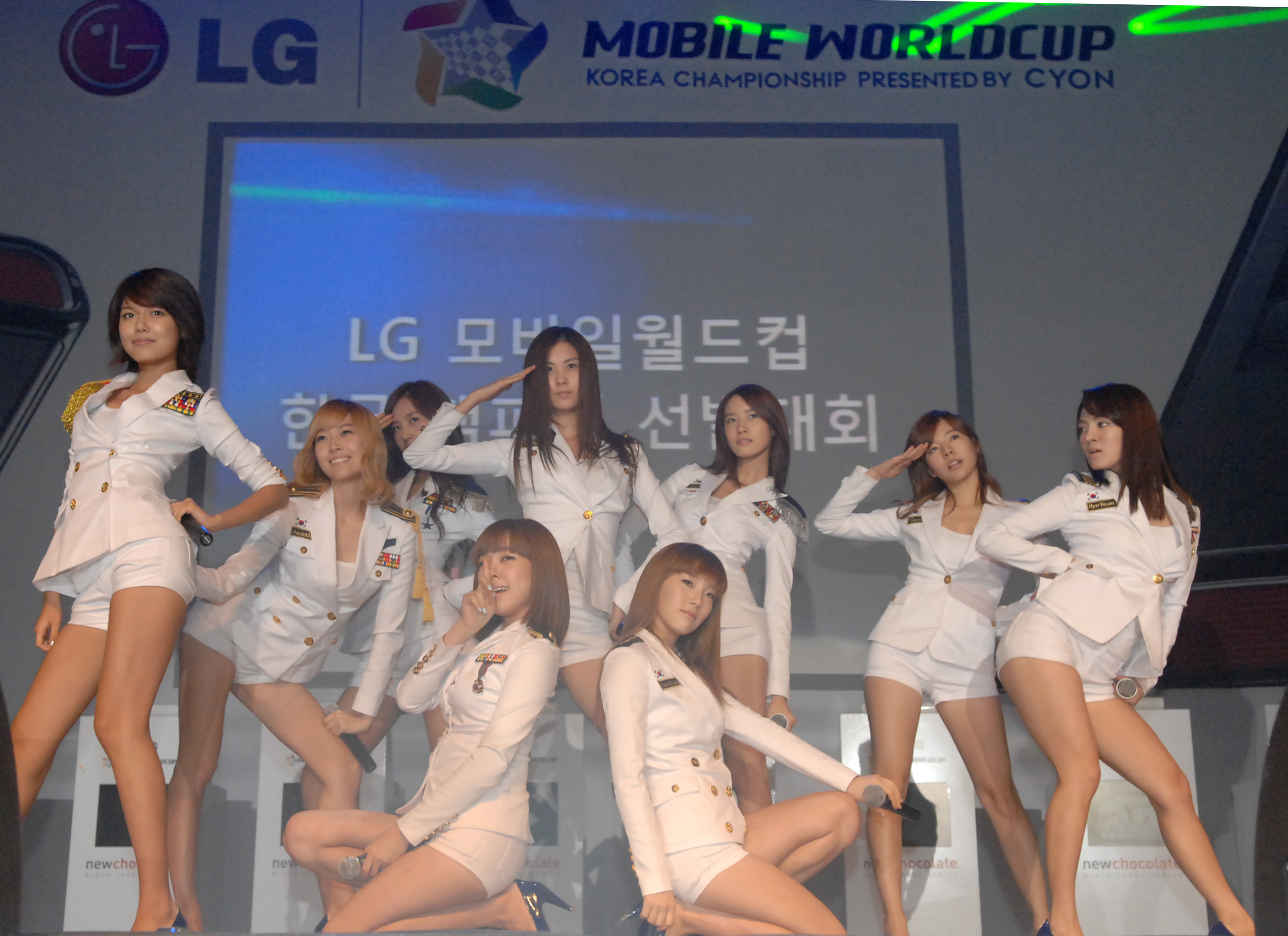
Girls' Generation, (2011, 2013)
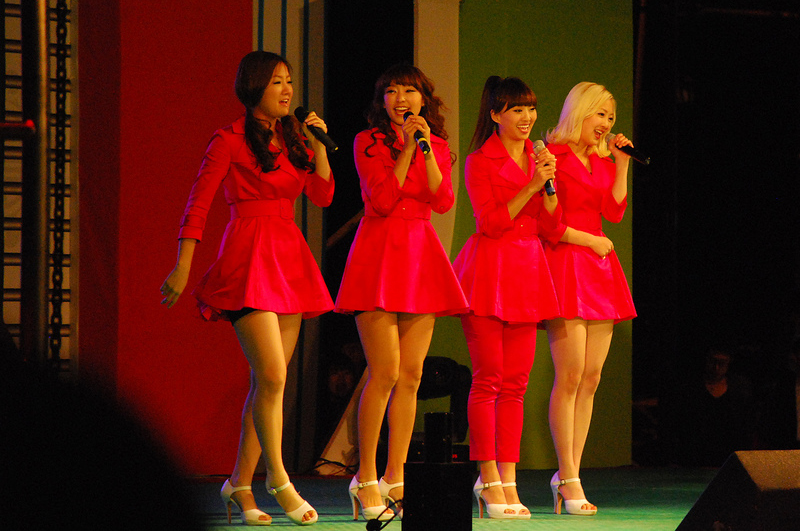
Sistar, (2012, 2014)

## Referênces
- «M.net Asian Music Awards Winners list by year». mwave. MAMA
- «M.net Asian Music Awards Broadcasts by year». mwave. MAMA
- «M.net Asian Music Awards Photos by year». mwave. MAMA